# بنكسية بترائية
بنكسية بترائية (الاسم العلمي:Banksia petraea) هي نوع غير مؤكد من النباتات تتبع جنس البنكسية من الفصيلة البروطية.